# Shalom Harlow

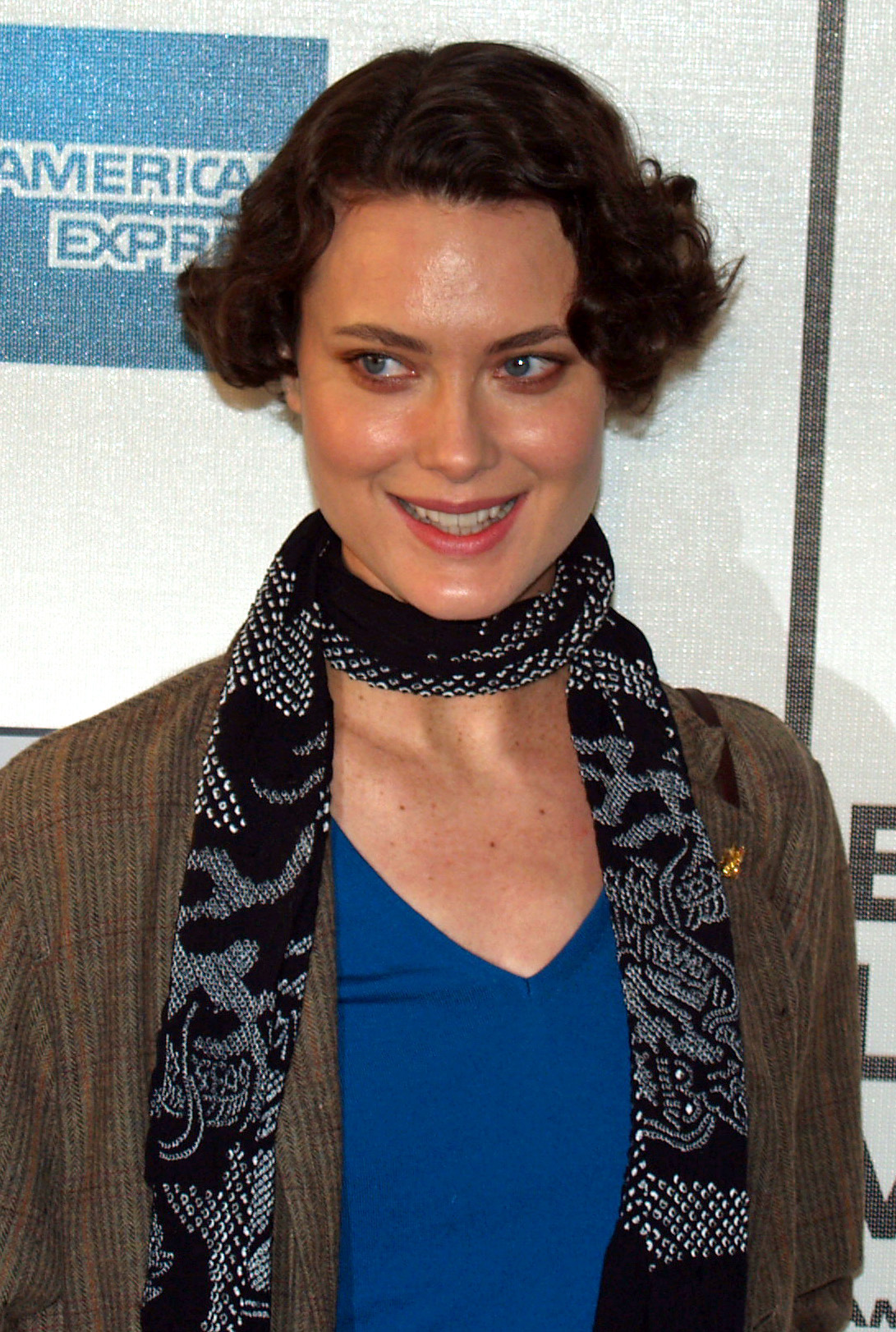
Shalom Harlow auf dem Tribeca Film Festival 2007

Shalom Harlow (* 5. Dezember 1973 in Oshawa, Ontario) ist ein kanadisches Model und Schauspielerin.

## Leben und Karriere
Die Mutter wählte für ihren Vornamen Shalom, das hebräische Wort für Frieden, obwohl sie nicht dem jüdischen Glauben angehört. Harlow wurde bei einem Konzert von The Cure in Toronto entdeckt und startete ihre Model-Karriere direkt nach der High School.
Seitdem ist Harlow als Mannequin tätig. Sie war auf Titelbildern mehrerer Magazine zu sehen und arbeitete für Modemacher wie Ralph Lauren. Bei der Frühjahrsmodenschau 2009 der Designer Viktor & Rolf, die im Oktober 2008 vor leeren Zuschauerrängen als pure Internet-Übertragung konzipiert wurde, präsentierte sie alleine die gesamte Kollektion.
Neben ihrer Model-Karriere ist Harlow auch als Schauspielerin zu sehen.

## Filmografie (Auswahl)
- 1997: In & Out
- 1999: Einsam in Manhattan (Cherry)
- 2001: Hals über Kopf (Head Over Heels)
- 2001: Vanilla Sky
- 2002: The Salton Sea
- 2002: Happy Here and Now
- 2003: Wie werde ich ihn los – in 10 Tagen? (How to Lose a Guy in 10 Days)
- 2003: The Fan: Schatten des Ruhms
- 2004: The Jury (Fernsehserie, 3 Episoden)
- 2004: Melinda und Melinda (Melinda and Melinda)
- 2005: Game 6
- 2006: The Last Romantic